# Marian Sypniewski
Marian Sypniewski (* 30. dubna 1955 Bydhošť, Polsko) je bývalý polský sportovní šermíř, který se specializoval na šerm fleretem. Polsko reprezentoval v sedmdesátých, osmdesátých a devadesátých letech. Na olympijských hrách startoval v roce 1980, 1988 a 1992 v soutěži jednotlivců a družstev. V roce 1984 ho připravil o účast na olympijských hrách bojkot. V soutěži jednotlivců obsadil na olympijských hrách 1992 šesté místo. V roce 1983 obsadil třetí místo na mistrovství světa v soutěži jednotlivců. S polským družstvem fleretistů vybojoval na olympijských hrách 1980 a 1992 bronzovou olympijskou medaili a v roce 1978 vybojoval s družstvem titul mistra světa.